# Hypnos (bůh)
Hypnos (latinsky Somnus) je v řecké mytologii syn bohyně noci Nykty a bratr (dvojče) boha smrti Thanata. Je to bůh spánku a sám spánek.
Hypnos každou noc sestupuje na zemi, se svou matkou tiše prochází a na všechny živé tvory sesílá spánek, který je zbavuje trápení a starostí. Lidem také dává sny. Jeho moc je neodolatelná, stalo se, že uspal samotného nejvyššího boha Dia. Poprvé to bylo, když Héra chtěla zničit Hérakla, podruhé když proti vůli Dia pomáhal Poseidón v trojské válce Achajcům. Hypnos prý za odměnu od Héry dostal za manželku jednu z Charitek Pásitheu.
Žije prý až u dalekého Ókeanu nebo dokonce v podsvětní říši boha Háda. Jiné mýty uvádějí, že žije až na nejvzdálenějším severu, kde obklopen všemi sny pobývá v temné jeskyni.
Hypnos má tři syny:
- Morfeus - umí na sebe vzít podobu i hlas kteréhokoliv člověka
- Fobétór či Ikelos („Zastrašovatel“) - objevuje se ve zvířecí podobě
- Fantasos - dokáže se proměnit ve fantastické neživé věci.

Býval zobrazován převážně jako chlapec s křidélky na ramenou nebo spáncích. Jindy byl zobrazen jako stařec s orlími nebo motýlími křídly. V rukou měl berlu, případně makovici, s kterou se lehce dotýkal lidských spánků. Jindy vylévá omamný spánek z rohu.
Do moderního jazyka je přenesen výraz hypnóza, stav podobný spánku, duševní strnulosti nebo zasnění, v němž uspaný člověk částečně podléhá cizímu vlivu.

## Odraz v umění

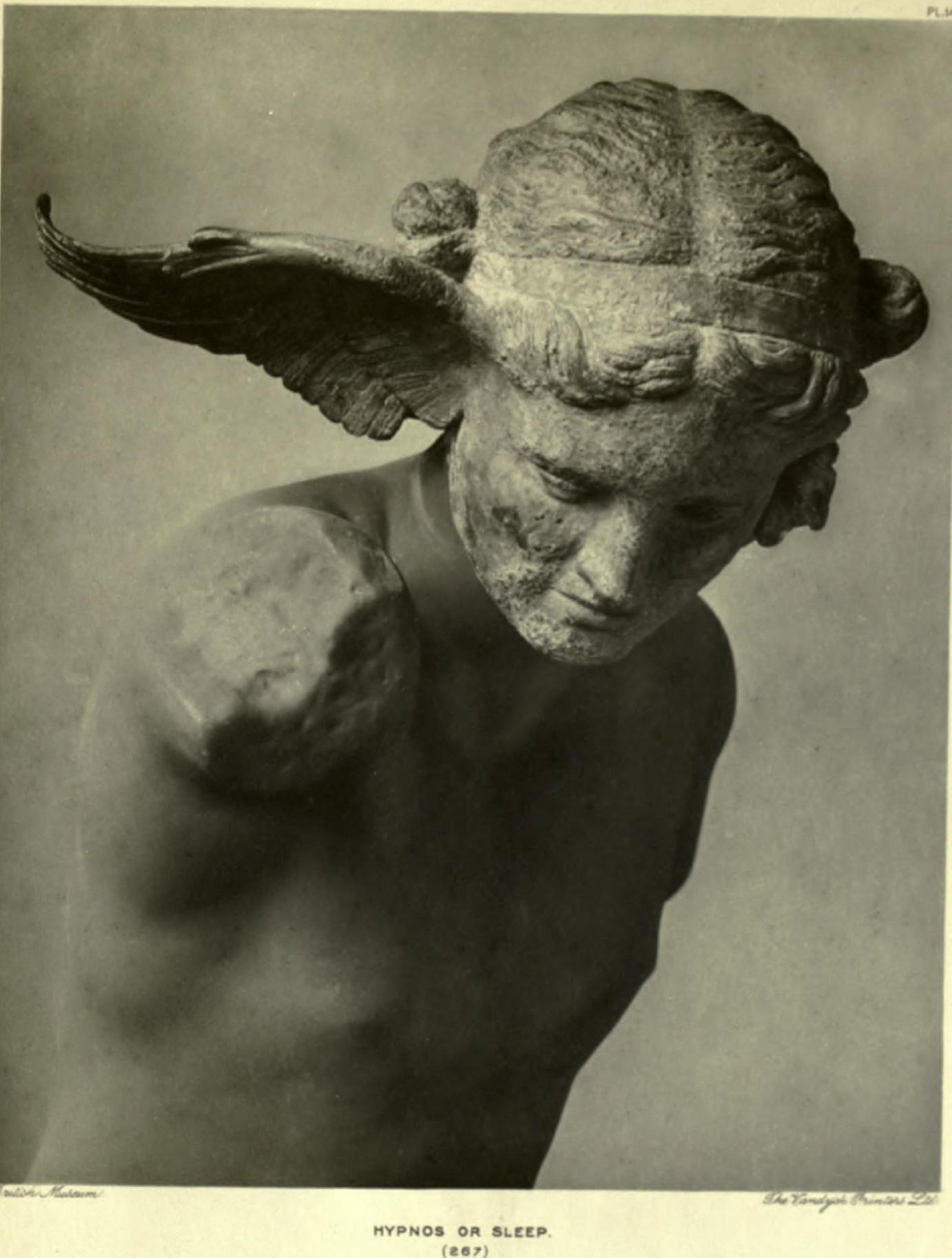
Hypnos, Britské Museum, zobrazení 1915

Podoba boha spánku Hypna se zachovala na mnoha vázových malbách a reliéfech. Nejznámější je bronzová hlava s křidélkem na pravém spánku, jehož torzo je v Britském muzeu v Londýně.